# Parachutage du col des Saisies
Pendant Seconde Guerre mondiale
Le parachutage du col des Saisies, sous le nom de code Opération Ebonite, désigne la livraison le 1er août 1944 d'une importante quantité d'armement et de matériel au profit des résistants du maquis du Beaufortain en Savoie.

## Contexte
Depuis 1942, le maquis du Beaufortain, sous les ordres du capitaine Bulle œuvre à faire de cette zone un sanctuaire quasiment exempt de soldats allemands et italiens. L'objectif avoué de ce maquis est, dans le contexte du futur débarquement prévu dans le sud de la France, de libérer et verrouiller la vallée de la Tarentaise et de se porter sur Chambéry et Grenoble pour faciliter l'accès des troupes alliées vers ces villes et vers l'Italie.
Pour ce faire, le capitaine Bulle dispose d'hommes volontaires et motivés mais souffrant cruellement du manque d'armement et de matériel. Ce manque de moyens contrarie évidemment l'objectif de libération de la vallée mais aussi le projet de Jean Bulle de former et organiser une troupe conventionnelle et uniforme qui, au moment de la libération, pourra être directement intégrée à l'armée française reformée. Le manque de matériel se fera particulièrement ressentir au début de l'année 1943 lors de l'instauration du STO et juste après le débarquement de Normandie. À ces occasions en effet, un nombre important de volontaires supplémentaires chercheront à rejoindre les rangs de la résistance,.

## Planification

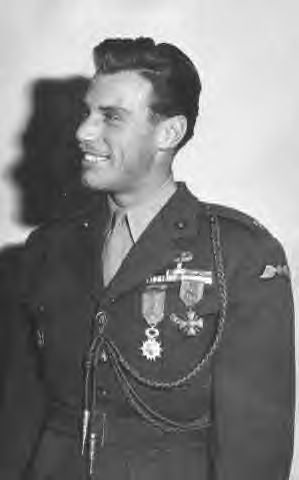
Peter Ortiz.

Le 1er août 1943, le capitaine Bulle est nommé chef militaire du secteur III de Savoie (Albertville) dans la région de résistance R1 (Lyon). Il se rend immédiatement compte du terrible manque de moyens dont dispose son secteur au vu des objectifs futurs. Il commence donc dès sa prise de fonction à songer à un parachutage massif et à rechercher les terrains adéquats. Connaissant parfaitement le secteur et ses habitants du fait de ses anciennes affectations, il reconnait un grand nombre de zones propices à d'éventuels largages. En automne 1943, Bulle rencontre Guy Fournier, alias "Beaulac", délégué en Savoie de la Section Atterrissages-Parachutages et Jacques Bugaud, alias "Nicolas", représentant du BRCA d'Alger. Ces deux hommes sont chargés du contrôle et de l'homologation des terrains. De nombreuses demandes sont envoyées à Londres mais la R.A.F est réticente. En effet, le massif du Beaufortain compte de nombreux sommets supérieurs à 3 500 mètres présentant des risques pour les avions. De plus, la proximité de la Suisse pose un problème : l'égarement d'un appareil pourrait provoquer une violation de la neutralité de celle-ci,.
Forest Yeo-Thomas, officier de la section RF du SOE, conscient de l'importance de l'action des maquis de Savoie dans la préparation des futures invasions alliées intervient auprès de Winston Churchill et obtient une intensification des opérations de parachutages. En février 1944, le capitaine Peter Ortiz, alias "Chambellan", et le capitaine britannique Thackwaite, alias « Procureur », arrivent en Savoie. Ils sont rejoints le mois suivant par le Lieutenant-Colonel Pierre Fourcaud, alias « Sphère ». Tous trois forment la mission « Union » chargée de superviser l'action des maquis en vue de coordonner ceux-ci avec les prochains combats de la Libération. Dans la nuit du 10 au 11 mars, ils obtiennent un important parachutage à La Plagne, dans le secteur de résistance voisin de celui du capitaine Bulle. Ne pouvant pour l'instant bénéficier de largage sur son propre secteur, le capitaine Bulle peut cependant compter sur la solidarité des autres maquis et obtient une partie de l'armement tombé à La Plagne, ce qui cependant ne lui permet d'armer qu'une petite soixantaine d'hommes. Le 25 mars, Bulle, Fourcaud et Thackwaite se rencontrent personnellement pour la première fois. Séduit par les compétences de Bulle et par ses projets, Fourcaud se montre plus insistant auprès de Londres afin d'obtenir des livraisons au profit du maquis du Beaufortain. Mais les réponses se font attendre car la priorité est donnée au secteur de Haute-Savoie où les pertes dues à l'attaque du maquis des Glières doivent être compensées. 
Au cours du mois de mai, plusieurs tentatives de parachutages se soldent par un échec du fait de mauvaises conditions météorologiques ou d'erreurs de terrain. Bulle et Fourcaud multiplient les réunions de préparation. Le 19 mai, l'une de celles-ci est interrompue par la Gestapo. Bulle parvient à s'échapper, Fourcaud est arrêté mais parviendra plus tard à s'évader et à rejoindre Londres. Malgré la capture de Fourcaud, les maquisards du Beaufortain reçoivent enfin un parachutage à leur profit le 26 mai 1944 sur les pentes du mont Quermoz, à proximité de Moûtiers. Cette livraison permet à Jean Bulle d'équiper deux cents de ses hommes, ce qui est encore largement insuffisant. En juin, à la suite du débarquement de Normandie et en prévision du débarquement de Provence, l'État-Major allié accentue ses aides aux maquis français dont le rôle dans la préparation et l'assistance aux invasions a été reconnu. Le 13 juin, le SHAEF défini un certain nombre de zones prioritaires, dont les Alpes, et demande à l'USAAF d'affecter de gros moyens à ces secteurs. La mission "Union" en place en Savoie est chargée par le BRCA de trouver un terrain propice à un largage destiné au maquis du Beaufortain. Celui-ci doit être de grande taille afin de pouvoir recevoir le matériel largué par une soixantaine d'avions et totalement sécurisé, sans troupes ennemies ni DCA, afin de permettre un parachutage de jour. Le capitaine Bulle qui arpente et reconnait la région depuis de nombreuses années connait déjà ce terrain et le propose aux autorités : il s'agit du col des Saisies. Mais l'opération ne peut être menée dans le mois de juin compte tenu de l'accentuation de la répression allemande à la suite de l'attaque d'un poste de douaniers par les FTP. Finalement le retrait des Allemands au début du mois de juillet permet la sécurisation complète du col et l'accélération de l'organisation de l'opération. Jean Bulle et ses hommes sont chargés du balisage, de la sécurité des accès au col et de l'organisation de la récupération et de la distribution du matériel qui sera largué. Un câble du BRCA vient confirmer la date de l'opération : ce sera le 1er août 1944. Le même câble indique que la phrase déclenchant l'opération sera : "Le jardinier arrose les...". Il est précisé que la première lettre de la plante arrosée définirait le nombre de demi-heures à ajouter à l'heure de base fixée par convention à 3 heures GMT pour trouver l'horaire précis de l'opération,.

## Le parachutage
Le 31 juillet sur Radio Londres, la phrase code est entendue dans sa version complète : "Le jardinier arrose les laitues". Il faut donc ajouter 6 heures à l'heure de base ce qui donne 9 heures GMT, soit 11 heures sur le col des Saisies. En possession de ces informations, Le capitaine Bulle déclenche son dispositif. Conformément aux directives alliées, il met en place un balisage composé de trois feux disposés en triangle et dégageant assez de fumée pour être visible à une dizaine de kilomètres par les avions. Les entrées du massif des Saisies sont occupées et sécurisée par les hommes du maquis. Plus de 400 hommes équipés d'une cinquantaine de charrettes se rassemblent sur le plateau en vue de réceptionner le matériel. Mais la phrase code est réentendue une première fois avec le terme "poireau" et une deuxième avec le terme "radis". C'est donc à 14 heures (12 heures GMT) que les résistants entendent le vrombissement d'avions. Une première vague de 36 appareils se fait voir, suivie d'une seconde à l'horizon. Un sentiment de désespoir gagne Bulle et ses hommes lorsqu'ils voient les avions survoler le col et s'éloigner sans rien parachuter, laissant présager un énième échec. Mais l'escadrille faisait en réalité demi-tour pour se placer face au vent et réaliser le parachutage dans les meilleures conditions,.
78 avions larguent plus de 800 conteneurs d'armes, de munitions, d'explosifs et de matériel. Sept Américains sautent également ce jour-là. Ils sont chargés de poursuivre la mission "Union" et d'instruire les résistants sur le matériel reçu et sur le combat. Parmi les hommes parachutés au col des Saisies figure Peter Ortiz "Chambellan", promu major, de retour en Savoie après avoir dû s'en exfiltrer du fait de la répression allemande. Le sergent Charles Perry, du corps des marines, meurt en s'écrasant au sol, son parachute ne s'étant pas ouvert. Il est inhumé sur place sous les honneurs des maquisards français.

## Conséquences
La parachutage des Saisies permet au capitaine Bulle d'armer et d'équiper plus de 3 000 hommes composant son maquis. Cependant, il respecte son plan initial en n'engageant aucune offensive majeure tant que le débarquement de Provence n'a pas eu lieu mais intensifie tout de même les coups de main ponctuels et les opérations de guérilla. En réaction au parachutage, les Allemands renforcent leurs troupes. Entre le 7 et le 8 août, la garnison d'Albertville passe de 300 à environ 1 000 hommes. Le 10, ils quittent Albertville et s'engagent en Tarentaise. Le service de renseignement des FFI indique en outre qu'un bataillon supplémentaire en provenance de Grenoble est attendu dans les prochains jours. Sur ordre du commandement FFI des deux Savoies, Bulle et ses hommes vont vers le sud jusqu'à la vallée de l'Isère dans le but de harceler le flanc gauche des Allemands remontant vers Moûtiers et de soulager le maquis de Tarentaise qui tente, tant bien que mal, de les arrêter. Cependant de simples actions de guérilla suffisent à peine à contenir les troupes allemandes renforcées qui finissent par atteindre Bourg-Saint-Maurice et occuper la totalité de la Tarentaise. Le major Ortiz est surpris par un convoi allemand alors qu'il était en train d'inspecter le PC du maquis de Tarentaise dans le village de Centron. Soucieux d'éviter des représailles aux villageois, il se constitue prisonnier. Quand enfin l'annonce du débarquement de Provence parvient à la résistance, celle-ci peut s'engager pleinement dans la Libération. Le capitaine Bulle, dont l'objectif no 1 est Albertville, souhaite libérer celle-ci en évitant au maximum les combats et les pertes humaines. Il utilise donc un officier allemand prisonnier pour entrer en contact avec les autorités allemandes de la ville et négocier leur reddition mais il est arrêté et exécuté. Fidèle au plan de son ancien chef et fort de l'armement et du matériel reçu lors du parachutage des Saisies, le maquis du Beaufortain fusionne avec celui de Tarentaise et prend l'appellation de "Bataillon Bulle". Celui-ci réalise alors la Libération d'Albertville puis de toute la Tarentaise en remontant vers Bourg-Saint Maurice. Au début de l'année 1945, le 7e Bataillon de Chasseurs Alpins dissous en 1940 est reconstitué sur la base du Bataillon Bulle. Il poursuit son action en s'emparant du col du Petit-Saint-Bernard ouvrant ainsi la porte vers l'Italie,.